# Stepojevac
Stepojevac (em cirílico:Степојевац) é uma vila da Sérvia localizada no município de Lazarevac, pertencente ao distrito de Belgrado, na região de Kolubara. Possuía uma população de 3134 habitantes segundo o censo de 2009.

## Demografia
| 1948  | 1953  | 1961  | 1971  | 1981  | 1991  | 2002  |
| ----- | ----- | ----- | ----- | ----- | ----- | ----- |
| 2 327 | 2 299 | 2 468 | 2 638 | 2 773 | 2 943 | 3 019 |